# Episodi de La malinconia di Haruhi Suzumiya

Copertina del primo DVD dell'edizione italiana.

Questa è la lista degli episodi de La malinconia di Haruhi Suzumiya, serie televisiva anime prodotta da Kyoto Animation, diretta da Tatsuya Ishihara e tratta dall'omonima serie di light novel scritta da Nagaru Tanigawa e illustrata da Noizi Itō. La trama segue le vicende di Kyon, uno studente di scuola superiore che incontra Haruhi Suzumiya, una ragazza ignara di possedere abilità soprannaturali che potrebbero alterare l'intero universo. Il giovane viene coinvolto controvoglia nel club scolastico fondato da Haruhi, la Brigata SOS, che comprende anche un alieno, un viaggiatore temporale e un esper.
In Giappone la prima stagione di 14 episodi è stata trasmessa per la prima volta su Chiba TV a partire dal 2 aprile 2006 e nei giorni seguenti su numerose altre emittenti televisive giapponesi sia a livello regionale che nazionale, tra cui Kyoto Broadcasting System e Tokyo MX. La trasmissione si è conclusa su Chiba TV il 2 luglio 2006, con le puntate andate in onda in modo non lineare. In Nord America l'anime è stato pubblicato da Bandai Entertainment con il titolo di The Melancholy of Haruhi Suzumiya in quattro DVD, usciti da maggio a novembre 2007. La versione in inglese è stata pubblicata anche nel Regno Unito da Beez Entertainment e in Australia e Nuova Zelanda da Madman Entertainment. In Italia l'anime è stato pubblicato da Dynit in quattro DVD, usciti dal 29 ottobre 2008 al 28 gennaio 2009. Il doppiaggio italiano è diretto da Stefano Brusa e registrato allo Studio Delta di Roma. Tutti i DVD sia in Giappone che in Italia e altri Paesi presentano gli episodi secondo l'ordine cronologico degli avvenimenti narrati e non nell'ordine della trasmissione televisiva, tranne per l'episodio 11, indicato come "episodio 0". La trasmissione televisiva italiana è avvenuta su Rai 4 la domenica mattina, con cadenza settimanale, dal 24 ottobre 2010 fino al 6 febbraio 2011 con orario variabile dalle 10.55 alle 12.00. La trasmissione ha seguito l'ordine originale degli episodi. Giunti all'ultimo episodio però, a partire dalla settimana successiva, iniziarono le repliche questa volta in ordine cronologico. L'anime è stato pubblicato anche per la visione in streaming su internet sulla web tv on demand Popcorn TV a partire dal 20 dicembre 2010, ed era disponibile senza limiti di tempo finché non è stato rimosso nel 2012.
La seconda stagione di 14 episodi è stata trasmessa all'interno di una ritrasmissione delle puntate della prima stagione, con tutti e 28 gli episodi andati in onda dal 3 aprile al 9 ottobre 2009 seguendo l'ordine cronologico degli avvenimenti: i nuovi episodi risultavano quindi "mischiati" a quelli della prima stagione. Bandai Entertainment acquistò la serie nel 2010 e pubblicò i 14 nuovi episodi doppiati in DVD il 14 settembre 2010 in Canada e Stati Uniti. Nel Regno Unito la Manga Entertainment ha pubblicato i nuovi episodi in un box con 4 DVD il 4 luglio 2011, includendo anche i brevi episodi dello spin-off La Malinconia di Haruhi-chan Suzumiya. Anche la seconda stagione è distribuita in Australia e Nuova Zelanda da Madman Entertainment. I 14 nuovi episodi doppiati in inglese sono stati trasmessi in vari Paesi asiatici da Animax Asia dal 6 aprile al 25 maggio 2011.

## Lista episodi

### Prima stagione
Una delle peculiarità principali dell'anime è l'ordine degli episodi: a parte l'episodio 12 nessuno dei 14 episodi occupa la sua corretta posizione cronologica. In tutte le anticipazioni dell'episodio successivo Haruhi enumera la giusta posizione cronologica, mentre Kyon la corregge dicendo il numero nell'ordine di trasmissione.
Questa scelta stilistica, oltre che spiazzare lo spettatore, permea anche di suspense l'intera serie. Di seguito viene indicato l'ordine di trasmissione e il rispettivo ordine cronologico. Nella serializzazione in DVD in Giappone, Nordamerica e Italia, gli episodi sono stati inseriti in ordine cronologico eccetto l'"Episode 00", inserito come prima puntata e non come undicesima. Questo episodio viene considerato appunto con il numero 0, e gli altri sono numerati da 1 a 13. Gli episodi dal dodicesimo in poi sono indicati quindi con un numero minore di un'unità rispetto a quello dell'ordine cronologico.
| N° cron. | N° TV | N° DVD | Titolo italiano Giapponese 「Kanji」 - Rōmaji                                                                   | In onda        | In onda          |
| N° cron. | N° TV | N° DVD | Titolo italiano Giapponese 「Kanji」 - Rōmaji                                                                   | Giappone       | Italia           |
| -------- | ----- | ------ | --- | -------------- | ---------------- |
| 1        | 2     | 1      | La malinconia di Haruhi Suzumiya I 「涼宮ハルヒの憂鬱I」 - Suzumiya Haruhi no yūutsu I                          | 9 aprile 2006  | 31 ottobre 2010  |
| 2        | 3     | 2      | La malinconia di Haruhi Suzumiya II 「涼宮ハルヒの憂鬱II」 - Suzumiya Haruhi no yūutsu II                       | 16 aprile 2006 | 7 novembre 2010  |
| 3        | 5     | 3      | La malinconia di Haruhi Suzumiya III 「涼宮ハルヒの憂鬱III」 - Suzumiya Haruhi no yūutsu III                    | 30 aprile 2006 | 21 novembre 2010 |
| 4        | 10    | 4      | La malinconia di Haruhi Suzumiya IV 「涼宮ハルヒの憂鬱IV」 - Suzumiya Haruhi no yūutsu IV                       | 4 giugno 2006  | 9 gennaio 2011   |
| 5        | 13    | 5      | La malinconia di Haruhi Suzumiya V 「涼宮ハルヒの憂鬱V」 - Suzumiya Haruhi no yūutsu V                          | 25 giugno 2006 | 30 gennaio 2011  |
| 6        | 14    | 6      | La malinconia di Haruhi Suzumiya VI 「涼宮ハルヒの憂鬱VI」 - Suzumiya Haruhi no yūutsu VI                       | 2 luglio 2006  | 6 febbraio 2011  |
| 7        | 4     | 7      | La noia di Haruhi Suzumiya 「涼宮ハルヒの退屈」 - Suzumiya Haruhi no taikutsu                                   | 23 aprile 2006 | 14 novembre 2010 |
| 8        | 7     | 8      | Misterique Sign 「ミステリックサイン」 - Misuterikku Sain                                                       | 14 maggio 2006 | 5 dicembre 2010  |
| 9        | 6     | 9      | Sindrome dell'isola sperduta - 1ª parte 「孤島症候群（前編）」 - Kotō shōkōgun (zenpen)                         | 7 maggio 2006  | 28 novembre 2010 |
| 10       | 8     | 10     | Sindrome dell'isola sperduta - 2ª parte 「孤島症候群（後編）」 - Kotō shōkōgun (kōhen)                          | 21 maggio 2006 | 12 dicembre 2010 |
| 11       | 1     | 0      | Le avventure di Mikuru Asahina Episodio 00 「朝比奈ミクルの冒険Episode00」 - Asahina Mikuru no bōken Episode 00 | 2 aprile 2006  | 24 ottobre 2010  |
| 12       | 12    | 11     | Live Alive 「ライブアライブ」 - Raibu Araibu                                                                    | 18 giugno 2006 | 23 gennaio 2011  |
| 13       | 11    | 12     | Il giorno del Sagittario 「射手座の日」 - Iteza no hi                                                           | 11 giugno 2006 | 16 gennaio 2011  |
| 14       | 9     | 13     | Someday in the Rain 「サムデイ イン ザ レイン」 - Samudei in za Rein                                            | 28 maggio 2006 | 19 dicembre 2010 |

### Seconda stagione
Tutti e ventotto gli episodi sono stati trasmessi in ordine cronologico, quindi i vecchi episodi sono risultati "mischiati" insieme a quelli nuovi. Alla fine degli episodi non è stata trasmessa nessuna anteprima dell'episodio successivo, ma le anticipazioni sono state poi reintegrate nelle pubblicazioni su DVD.
Non essendo stati doppiati in italiano gli episodi della seconda stagione, i loro titoli in italiano indicati qui sono quelli utilizzati per i capitoli corrispondenti nella versione italiana del manga.
| Nº | Titolo italiano Giapponese 「Kanji」 - Rōmaji | In onda           | In onda |
| Nº | Titolo italiano Giapponese 「Kanji」 - Rōmaji | Giapponese        |         |
| 1  | La malinconia di Haruhi Suzumiya I 「涼宮ハルヒの憂鬱I」 - Suzumiya Haruhi no yūutsu I | 3 aprile 2009     |         |
| 1  | Nel suo primo giorno di scuola superiore, Kyon rimane sorpreso dalla sua compagna di classe Haruhi Suzumiya, la quale rivela di voler parlare esclusivamente con alieni, viaggiatori del tempo ed esper. Durante uno dei tentativi di Kyon di parlarle, accidentalmente le suggerisce l'idea di formare un club tutto suo, che lei decide di chiamare Brigata SOS. Haruhi costringe Kyon ad unirsi al club e si appropria della stanza del club di letteratura, dove recluta l'unico membro esistente, la tranquilla Yuki Nagato, insieme alla timida Mikuru Asahina, che ha assunto solo per le sue forme generose e come mascotte del club. |                   |         |
| 2  | La malinconia di Haruhi Suzumiya II 「涼宮ハルヒの憂鬱II」 - Suzumiya Haruhi no yūutsu II | 10 aprile 2009    |         |
| 2  | Desiderosa di potenziare il suo club, Haruhi usa Mikuru per ricattare il presidente del gruppo di ricerca del club di informatica al fine di ottenere un computer per la Brigata SOS. Successivamente, Haruhi incarica Kyon di creare il sito web del club e Yuki gli presta un libro. In un'azione di promozione, Haruhi e Mikuru si travestono da conigliette per distribuire volantini, ma vengono fermate dalle autorità scolastiche. Più tardi, Yuki chiede a Kyon di leggere il libro che gli ha prestato e lui scopre un messaggio da parte di Yuki che lo invita a incontrarla quella sera in un parco. Durante l'incontro, Yuki porta Kyon a casa sua e rivela che né lei né Haruhi sono persone comuni. Successivamente, confessa di essere un'interfaccia umanoide creata appositamente per comunicare con entità organiche. |                   |         |
| 3  | La malinconia di Haruhi Suzumiya III 「涼宮ハルヒの憂鬱III」 - Suzumiya Haruhi no yūutsu III | 17 aprile 2009    |         |
| 3  | Yuki rivela di essere un'aliena e spiega l'Entità integrata di dati e il suo legame con lei e Haruhi. Svela inoltre che Haruhi possiede poteri inconsci che le consentono di distruggere o modificare il mondo a suo piacimento. Kyon, scettico riguardo alla storia di Yuki, cerca di comprendere quanto gli è stato rivelato. Haruhi recluta Itsuki Koizumi, uno studente trasferito misterioso, nella Brigata SOS e chiede a Kyon di fotografare Mikuru vestita da cameriera, imponendole di indossare sempre quel tipo di abito in futuro. Successivamente, Haruhi organizza un'uscita con gli altri membri della Brigata SOS per esplorare la città alla ricerca di misteri, dividendo il gruppo in due. Durante l'escursione, Kyon si ritrova con Mikuru che rivela di essere una viaggiatrice del tempo incaricata di sorvegliare Haruhi. In seguito, Kyon si unisce a Yuki e al riunirsi della Brigata SOS, si accorgono di non aver trovato nulla di interessante. Successivamente, Kyon parla con Koizumi il quale rivela di essere un esper che lavora per un'organizzazione segreta per gestire l'energia generata da Haruhi. Koizumi conferma quanto detto da Yuki e Mikuru, affermando che Haruhi ha ricreato l'universo tre anni prima. |                   |         |
| 4  | La malinconia di Haruhi Suzumiya IV 「涼宮ハルヒの憂鬱IV」 - Suzumiya Haruhi no yūutsu IV | 24 aprile 2009    |         |
| 4  | Un giorno, Haruhi si sente molto annoiata e Ryōko Asakura, la rappresentante di classe, chiede a Kyon di aiutarla. Kyon cerca di capire cosa la infastidisce e Haruhi conferma la sua noia per la mancanza di eventi interessanti. Prima delle lezioni, Kyon trova una misteriosa lettera nel suo armadietto che lo invita a recarsi in una classe specifica dopo la scuola. Mentre si chiede chi possa essere il mittente, Kyon impedisce ad Haruhi di pubblicare sul sito della Brigata SOS le foto di Mikuru vestita da cameriera. Haruhi decide di tornare a casa prima del solito e dopo le attività del club, Kyon si reca al luogo dell'appuntamento e incontra Ryōko. Quest'ultima minaccia di ucciderlo per provocare una reazione da parte di Haruhi, ma viene fermata da Yuki, che svela che anche Ryōko è un'altra interfaccia umanoide come lei. Le due si confrontano in uno scontro, ma Yuki cancella i dati di Ryōko facendola sparire, e fa credere alla scuola che si sia trasferita in Canada, incuriosendo Haruhi. Kyon trova una seconda lettera nel suo armadietto, questa volta da parte di Mikuru, e incontra una versione più adulta della ragazza giunta dal futuro. Quest'ultima gli rivela che la storia di Biancaneve è collegata al futuro. |                   |         |
| 5  | La malinconia di Haruhi Suzumiya V 「涼宮ハルヒの憂鬱V」 - Suzumiya Haruhi no yūutsu V | 1º maggio 2009    |         |
| 5  | Kyon accompagna Haruhi nell'indagare sullo strano trasferimento di Ryōko, poiché Haruhi ritiene che sia insolito che si sia trasferita senza preavviso. Dopo non aver trovato alcun indizio, Haruhi racconta a Kyon della sua infanzia e di come sia diventata ossessionata dai fenomeni paranormali nel tentativo di superare la sua sensazione di insignificanza. Mentre è in procinto di tornare a casa, Kyon incontra Koizumi che lo invita a salire in macchina con lui e gli parla della teoria del principio antropico, che si correla con Haruhi, sostenendo che Kyon sia il motivo per cui Haruhi ha potuto desiderare l'esistenza di esseri extraterrestri. Koizumi porta Kyon in uno Spazio Chiuso, dove lui e i suoi compagni esper distruggono un gigante azzurro creato inconsciamente da Haruhi. Dopo aver sconfitto il gigante, Koizumi accompagna Kyon a casa e lo avverte di fare attenzione agli impulsi di Haruhi. |                   |         |
| 6  | La malinconia di Haruhi Suzumiya VI 「涼宮ハルヒの憂鬱VI」 - Suzumiya Haruhi no yūutsu VI | 8 maggio 2009     |         |
| 6  | Kyon cerca di giustificarsi con l'amico Taniguchi riguardo a un malinteso che lo ha visto insieme a Yuki Nagato in una posizione ambigua in classe, dopo che lei lo aveva salvato da Ryōko. Tuttavia, l'amico non gli crede e pensa che Kyon stia iniziando a farsi influenzare da Haruhi. Nel frattempo, al club, Haruhi si mostra frustrata e gelosa del rapporto di amicizia tra Mikuru e Kyon, ma poi i ragazzi trascorrono una giornata normale insieme. Una notte, Kyon si risveglia misteriosamente nel cortile della scuola insieme ad Haruhi, dove si rendono conto di essere intrappolati in uno Spazio Chiuso. Mentre Haruhi inizia a investigare, Kyon viene contattato da Koizumi che gli rivela che Haruhi sta creando un nuovo mondo, conservando solo Kyon dal vecchio. Yuki comunica con Kyon tramite il computer del club e gli suggerisce la parola chiave "sleeping beauty" per fermare Haruhi. Quando dei giganti azzurri iniziano a distruggere la scuola e l'area circostante, Kyon bacia Haruhi, riportandoli nel vecchio mondo. Il giorno seguente, Kyon si chiede se il mondo in cui si trova ora sia quello originale o il nuovo, ma trova conferma quando incontra Haruhi, che ha i capelli a coda di cavallo come desiderato da Kyon nello Spazio Chiuso. Alla fine, Haruhi crede che l'intera esperienza sia stata solo un incubo. |                   |         |
| 7  | La noia di Haruhi Suzumiya 「涼宮ハルヒの退屈」 - Suzumiya Haruhi no taikutsu | 15 maggio 2009    |         |
| 7  | Mentre i membri della Brigata SOS continuano con le attività del club, Haruhi annuncia improvvisamente che parteciperanno a un torneo di baseball per dilettanti perché si sentiva annoiata. Kyon e gli altri accettano di partecipare alla partita e iniziano ad allenarsi nel campo della scuola, ma i risultati non sono incoraggianti. Kyon chiede a Yuki se può manipolare le condizioni meteorologiche per far si che la partita venga annullata, ma Yuki sconsiglia tale azione e Kyon decide di abbandonare l'idea. Durante il giorno della partita, la Brigata SOS recluta Tsuruya, Taniguchi, Kunikida e la sorella di Kyon per completare la squadra e sfidare i Kamigahara Pirates. A causa della grande abilità dei loro avversari e della mancanza di esperienza della squadra di Haruhi, Kyon è convinto che perderanno. Mentre la partita procede, la Brigata SOS perde inning dopo inning, suscitando la frustrazione di Haruhi, che crede di essere l'unica a giocare bene. Durante una pausa, Koizumi avverte Kyon che l'umore negativo e la noia di Haruhi stanno creando un altro Spazio Chiuso, con possibili conseguenze disastrose per il mondo. Per risolvere la situazione, Yuki interviene con i suoi poteri per far si che la partita si giri a favore della loro squadra. Dopo la vittoria della Brigata SOS, Kyon, sentendosi in colpa per l'eliminazione dei Kamigahara Pirates e non desiderando continuare come giocatore di baseball, convince Haruhi a rinunciare alla partita. |                   |         |
| 8  | Rapsodia della foglia di bambù 「笹の葉ラプソディ」 - Sasa no ha rapusodi | 22 maggio 2009    |         |
| 8  | Il 7 luglio, la Brigata SOS celebra il Tanabata scrivendo i propri desideri su dei tanzaku e appendendoli a un albero di bambù. Mikuru dà a Kyon un tanzaku in cui gli chiede di rimanere nel club una volta terminata l'attività, seguita poi da Yuki che gliene consegna un altro. Dopo che gli altri se ne sono andati, Mikuru trasporta Kyon indietro nel tempo di tre anni, dove viene addormentata dalla sua versione adulta proveniente dal futuro. Quest'ultima informa Kyon di recarsi alla scuola vicina per aiutare Haruhi, che sta per fare irruzione. Kyon, celando la sua identità, assiste Haruhi nel disegnare strani simboli sul campo sportivo. Quando Haruhi gli chiede della possibile esistenza di esseri strani, Kyon le accenna che potrebbero essere reali, poiché conosce qualcuno simile a lei nella sua scuola. Dopo che Haruhi se ne è andata, Kyon risveglia Mikuru, la quale ha perso il suo dispositivo per i viaggi nel tempo. Insieme si recano da Yuki, che li aiuta a tornare indietro facendoli addormentare in un campo di stasi temporale di tre anni nel suo appartamento. Alla fine, Kyon si chiede se sia stato lui a ispirare Haruhi a frequentare la loro scuola e a cercare esseri strani. |                   |         |
| 9  | Mystérique Sign 「ミステリックサイン」 - Misuterikku Sain | 29 maggio 2009    |         |
| 9  | Haruhi chiede a Kyon di aggiungere il logo da lei creato al sito web della Brigata SOS per aumentare il numero di visite. Dopo la fine degli esami, Kyon decide di trascorrere del tempo con Mikuru nell'aula del club per rilassarsi, ma al suo arrivo trova solamente Haruhi e Yuki presenti. Haruhi chiede a Kyon di controllare il sito poiché il logo e il testo sono stati modificati senza motivo apparente. Mentre Kyon cerca di risolvere il problema, Mikuru arriva con una cliente di nome Emiri Kimidori, che chiede alla Brigata SOS di aiutarla a trovare il suo ragazzo scomparso, il presidente del club di informatica. Dopo aver cercato invano nel suo appartamento, Haruhi si annoia e se ne va, ma gli altri membri della Brigata SOS decidono di continuare le indagini di nascosto. Scoprono che il ragazzo è intrappolato in un'entità di dati simile a uno Spazio Chiuso generata inconsciamente da Haruhi e si trovano faccia a faccia con un gigantesco grillo delle caverne. Yuki e Koizumi affrontano il grillo in un combattimento, lo sconfiggono e salvano il presidente del club di informatica. Yuki investiga sul simbolo del logo del sito della Brigata SOS e sostiene che sia stato la causa di tutto. Il giorno seguente, il sito torna alla normalità e riceve quasi 30.000 visite. |                   |         |
| 10 | Sindrome dell'isola sperduta - 1ª parte 「孤島症候群(前編)」 - Kotō shōkōgun (zenpen) | 5 giugno 2009     |         |
| 10 | Un lontano parente di Koizumi, Keiichi Tamaru, invita la Brigata SOS, insieme alla sorella di Kyon, a soggiornare nella sua villa di recente costruzione situata su un'isola sperduta. Haruhi è entusiasta dell'ambientazione, che sembra perfetta per un mistero a cerchio chiuso, e inizia a ipotizzare omicidi che potrebbero verificarsi durante il viaggio, rendendo nervosi gli altri membri della Brigata SOS. Nel primo giorno, i ragazzi si godono il tempo sull'isola giocando sulla spiaggia. Tuttavia, il secondo giorno vengono costretti a rimanere all'interno della villa a causa di una tempesta e decidono di divertirsi nella sala giochi. La mattina successiva, Yutaka Tamaru, fratello di Keiichi, scompare nel nulla e i membri della Brigata SOS trovano Keiichi morto nella sua stanza. |                   |         |
| 11 | Sindrome dell'isola sperduta - 2ª parte 「孤島症候群(後編)」 - Kotō shōkōgun (kōhen) | 12 giugno 2009    |         |
| 11 | Haruhi e il resto della Brigata SOS si mettono alla ricerca di indizi sull'assassino di Keiichi. Kyon e Haruhi esplorano l'esterno della villa per confermare che Yutaka ha utilizzato la barca, diventando così un sospetto nell'omicidio del proprietario della villa. Durante la ricerca, Haruhi scorge qualcuno in lontananza, ma un incidente li porta a rifugiarsi in una grotta. Qui, Haruhi giunge a una conclusione sull'omicidio che si rivela parzialmente corretta, dopodiché tornano alla villa grazie all'aiuto di Koizumi. Successivamente, Koizumi suggerisce a Kyon che la Brigata SOS potrebbe aver accidentalmente causato la morte di Keiichi durante l'irruzione nella sua stanza. Con ulteriori deduzioni, Haruhi scopre che in realtà l'omicidio era stato simulato da Koizumi e Keiichi per intrattenere gli ospiti. Koizumi confida a Kyon che il loro intento era quello di impedire ad Haruhi di usare il suo potere per causare un vero omicidio, ma Kyon afferma che è contro la natura della ragazza desiderare la morte di qualcuno. |                   |         |
| 12 | Endless Eight 「エンドレスエイト」 - Endoresu Eito | 19 giugno 2009    |         |
| 12 | Questo episodio viene replicato otto volte con piccole differenze. Mentre Kyon spera di rilassarsi durante le sue ultime due settimane di vacanze estive, Haruhi riunisce la Brigata SOS per vivere appieno il tempo a disposizione con un intenso tour di attività estive. Dopo aver pianificato un programma, i ragazzi trascorrono i giorni successivi giocando in piscina, partecipando al Bon Festival, ammirando i fuochi d'artificio, cacciando insetti, facendo un lavoro part-time, osservando le stelle, giocando tiro al bersaglio, assistendo a uno spettacolo pirotecnico, partecipando a un torneo di pesca, esplorando un cimitero, guardando un film al cinema, andando in spiaggia, giocando a bowling e cantando al karaoke. Nonostante abbiano completato tutta la lista, Haruhi sembra ancora insoddisfatta ma concede all'intera Brigata SOS l'ultimo giorno di agosto libero. Kyon, pur tentando di completare i compiti estivi trascurati, cede alle distrazioni e finisce per andare a letto senza averli terminati. |                   |         |
| 13 | Endless Eight 「エンドレスエイト」 - Endoresu Eito | 26 giugno 2009    |         |
| 13 | Kyon si trova ad affrontare un'inspiegabile sensazione di déjà vu quando si ritrova a rivivere un tour di attività estive quasi identiche a quelle dell'episodio precedente. Durante la notte, Kyon si riunisce in un parco con Mikuru, Koizumi e Yuki a seguito di una loro telefonata. Una volta qui, Mikuru spiega che non può tornare nel futuro e Koizumi intuisce che Haruhi ha creato un ciclo infinito delle sue ultime settimane di agosto: quando arriva la mezzanotte del 31 agosto, il tempo torna indietro al 17 dello stesso mese. Yuki riferisce che il ciclo si è ripetuto 15.498 volte, sebbene con alcune variazioni nei singoli eventi. Quando si ritrovano in un ristorante il 30 agosto, Kyon si rende conto della veridicità della teoria di Koizumi, secondo cui Haruhi sta ripetendo le vacanze estive perché c'è un'altra cosa che spera di fare, ma non riesce a capire quale sia. Alla sera, Kyon non tocca i compiti, sperando che l'altro sé li faccia nel ciclo corrispondente. |                   |         |
| 14 | Endless Eight 「エンドレスエイト」 - Endoresu Eito | 3 luglio 2009     |         |
| 14 | La Brigata SOS rivive gli stessi eventi dell'episodio precedente con alcune lievi variazioni. Nonostante sforzi ripetuti, Kyon e gli altri membri non riescono ancora una volta a trovare una via d'uscita dall'estate infinita, che si ripete nel 15.499° ciclo. |                   |         |
| 15 | Endless Eight 「エンドレスエイト」 - Endoresu Eito | 10 luglio 2009    |         |
| 15 | Nel 15.513° ciclo temporale, Kyon nota alcune piccole differenze rispetto ai cicli precedenti. La sua familiarità con gli eventi e i luoghi si fa sempre più forte, tuttavia non riesce ancora a individuare il modo per interrompere il loop temporale che si ripete costantemente. |                   |         |
| 16 | Endless Eight 「エンドレスエイト」 - Endoresu Eito | 17 luglio 2009    |         |
| 16 | Per la 15.521ª volta, il ciclo temporale si ripete con leggere variazioni. |                   |         |
| 17 | Endless Eight 「エンドレスエイト」 - Endoresu Eito | 24 luglio 2009    |         |
| 17 | Il ciclo temporale si ripete per la 15.524ª volta. |                   |         |
| 18 | Endless Eight 「エンドレスエイト」 - Endoresu Eito | 31 luglio 2009    |         |
| 18 | Il ciclo temporale si ripete per la 15.527ª volta. Le scene in cui Kyon risponde alla telefonata di Haruhi, quella in cui Kyon nota Yuki in piscina e quella in cui Haruhi dice di aver lasciato libero l'ultimo giorno d'estate alla Brigata SOS si ripetono due volte. |                   |         |
| 19 | Endless Eight 「エンドレスエイト」 - Endoresu Eito | 7 agosto 2009     |         |
| 19 | Il ciclo temporale si ripete per la 15.532ª volta. Quando Haruhi sta per congedarsi dai suoi amici il 30 agosto, Kyon invita la Brigata SOS a finire insieme i compiti delle vacanze. Nonostante Haruhi lo rimproveri per aver dato ordini al gruppo, decide di recarsi a casa sua anche se ha già completato i compiti a luglio. Con Haruhi soddisfatta per aver sfruttato al meglio l'estate, Kyon si sveglia finalmente il 1º settembre per abbracciare un nuovo ciclo scolastico. Koizumi ipotizza che, a causa dell'intelligenza superiore di Haruhi, non abbia mai condiviso i compiti scolastici con gli amici. |                   |         |
| 20 | Il sospiro di Haruhi Suzumiya I 「涼宮ハルヒの溜息I」 - Suzumiya Haruhi no tameiki I | 14 agosto 2009    |         |
| 20 | All'inizio di un nuovo trimestre, la scuola si prepara per il festival culturale annuale. Dopo essersi dimostrata insoddisfatta della scelta della classe riguardo a un questionario e ad un film che aveva visto la sera precedente, Haruhi decide di coinvolgere il club nella realizzazione di un film indipendente. Mikuru e Koizumi saranno i protagonisti, Yuki l'antagonista e Kyon si occuperò dei lavori umili come cameraman e galoppino. Haruhi si mette a negoziare con i proprietari di alcuni negozi per ottenere attrezzature gratuite, riuscendo a procurarsi una costosa videocamera e una pistola ad aria compressa. |                   |         |
| 21 | Il sospiro di Haruhi Suzumiya II 「涼宮ハルヒの溜息II」 - Suzumiya Haruhi no tameiki II | 21 agosto 2009    |         |
| 21 | La Brigata SOS prosegue con la realizzazione del loro cortometraggio, trovandosi con ruoli che coincidono casualmente con quelli che ricoprono nella vita reale. Durante il primo giorno di riprese, il club realizza due spot pubblicitari per i propri sponsor, prima di passare a girare alcune scene in un parco. Qui, Kyon scopre che Haruhi non ha scritto una sceneggiatura e che intende perfezionare la trama in fase di montaggio. |                   |         |
| 22 | Il sospiro di Haruhi Suzumiya III 「涼宮ハルヒの溜息III」 - Suzumiya Haruhi no tameiki III | 28 agosto 2009    |         |
| 22 | Haruhi impone un programma di riprese estremamente serrato, che coinvolge anche i weekend. Insoddisfatta della scena di battaglia, decide di introdurre l'idea di Mikuru che spara raggi laser dalla lente a contatto blu del suo occhio sinistro. Durante le riprese di questa scena, Mikuru effettivamente spara dei raggi letali, costringendo Yuki a proteggere Kyon e confrontarsi con Mikuru per rimuovere la lente a contatto e nasconderla ad Haruhi. Quest'ultima modifica la trama del film per adattarsi al fatto che Mikuru non indossa la lente a contatto in tutte le scene. Per risolvere l'incidente causato dal desiderio di Haruhi di avere un raggio laser, Yuki inietta delle nanomacchine per neutralizzare l'effetto su Mikuru. Infine, Haruhi aggiunge Tsuruya, Taniguchi e Kunikida come comparse nel film. |                   |         |
| 23 | Il sospiro di Haruhi Suzumiya IV 「涼宮ハルヒの溜息IV」 - Suzumiya Haruhi no tameiki IV | 4 settembre 2009  |         |
| 23 | Mentre la Brigata SOS continua le riprese, Haruhi fa gettare Mikuru in un lago inquinato dalle comparse. Tsuruya offre la sua casa come location per le riprese. Qui, Haruhi veste Mikuru con una camicia da notte e le fa assumere dell'alcol a sua insaputa per realizzare una scena d'amore con Koizumi. Kyon, furioso per il trattamento indecoroso di Haruhi nei confronti di Mikuru, discute con lei e tenta di colpirla quando lei insiste nel voler fare a modo suo, ma viene fermato da Koizumi. Haruhi, depressa per il litigio con Kyon, si rinvigorisce quando Kyon, dopo essersi irritato per i commenti scortesi di Taniguchi sul film, le dice di essere nuovamente deciso a finire il film. Durante le riprese, i poteri di Haruhi iniziano a far sbocciare i fiori di ciliegio fuori stagione. |                   |         |
| 24 | Il sospiro di Haruhi Suzumiya V 「涼宮ハルヒの溜息V」 - Suzumiya Haruhi no tameiki V | 11 settembre 2009 |         |
| 24 | Decidendo che Yuki ha bisogno di un famiglio per il suo ruolo, Haruhi adotta un gatto calico randagio e lo chiama Shamisen. Quando Haruhi se ne va, Shamisen inizia a parlare grazie al potere di Haruhi. Koizumi suggerisce di ricordare ad Haruhi che il suo film è pura finzione per evitare ulteriori complicazioni nella realtà. Mikuru e Yuki condividono le loro opinioni su Haruhi in modo indipendente, il che fa riflettere Kyon. In seguito, Kyon convince Haruhi ad inserire un disclaimer nei titoli di coda, chiarendo che si tratta di un'opera di fantasia. Dopo le riprese, Kyon e Haruhi rimangono nella stanza del club per il montaggio video durante la notte. Entrambi si addormentano, e al loro risveglio scoprono che il film è stato completato. In un flashback di maggio, Kyon rivela la verità sugli altri membri del club di Haruhi, ma lei si mostra scettica. |                   |         |
| 25 | Le avventure di Mikuru Asahina Episodio 00 「朝比奈ミクルの冒険 Episode00」 - Asahina Mikuru no bōken Episode 00 | 18 settembre 2009 |         |
| 25 | La Brigata SOS presenta il suo film Le avventure di Mikuru Asahina, diretto da Haruhi e narrato da Kyon, suscitando dubbi sulla sua qualità. Nel film, Mikuru interpreta una cameriera del futuro coinvolta in un viaggio nel tempo e ha un confronto con Yuki, che interpreta una maga aliena. La trama si complica con un triangolo amoroso tra Mikuru, Yuki e Koizumi, che interpreta un ragazzo da proteggere. Alla fine della proiezione, Kyon e gli altri si rendono conto che il film è un disastro, ma Haruhi, soddisfatta del risultato, decide di presentarlo al festival della cultura della scuola. |                   |         |
| 26 | Live Alive 「ライブアライブ」 - Raibu Araibu | 25 settembre 2009 |         |
| 26 | Durante il festival culturale della scuola, Yuki diventa cartomante, Koizumi recita in uno spettacolo teatrale, Mikuru e Tsuruya gestiscono un cosplay cafè di yakisoba, mentre Kyon, esausto dopo il lavoro notturno sul film della Brigata SOS, si aggira sonnolento per la scuola. Approfittando della giornata, Kyon si dirige all'auditorium dove le band si esibiscono per il pubblico, ma finisce per addormentarsi. Al risveglio, assiste ad Haruhi e Yuki vestite rispettivamente da coniglietta e strega, che sostituiscono due membri infermi di una rock band come cantante e chitarrista all'ultimo minuto. L'inaspettata esibizione si rivela un grande successo e la band ringrazia affettuosamente Haruhi. Successivamente, Kyon nota che Haruhi è inquieta e pensa che stia riflettendo sulla sua vita, ma scopre che in realtà desidera creare una rock band con la Brigata SOS. |                   |         |
| 27 | Il giorno del Sagittario 「射手座の日」 - Iteza no hi | 2 ottobre 2009    |         |
| 27 | Il club di informatica sfida la Brigata SOS in un videogioco al computer creato per il festival culturale, Il giorno del Sagittario III. La simulazione online prevede una guerra spaziale con squadre composte da 5 giocatori ciascuna. Se il club di informatica vince, la Brigata SOS dovrà restituire il computer che Haruhi gli ha estorto all'inizio dell'anno; in caso di sconfitta, dovranno vendere dei computer a tutti i membri del club di Haruhi. A una settimana dall'evento, il club di informatica presta dei computer alla Brigata SOS per consentire loro di allenarsi al gioco, ma i risultati non sono soddisfacenti. Quando arriva il giorno della sfida, la partita sembra volgere a favore del club di informatica, che si porta in vantaggio. Tuttavia, Yuki scopre che il club rivale sta imbrogliando disabilitando il loro sistema di ricerca e osservando la posizione della Brigata SOS fin dall'inizio della partita. Yuki interviene hackerando il codice sorgente per ripristinare le funzioni normali, portando alla vittoria della Brigata SOS. Il club di informatica, incuriosito dalle capacità di hacking di Yuki, la invita trascorrere del tempo con loro e lei accetta. |                   |         |
| 28 | Someday in the Rain 「サムデイ イン ザ レイン」 - Samudei in za Rein | 9 ottobre 2009    |         |
| 28 | Durante un giorno di pioggia in inverno, Haruhi incarica Kyon di andare a ritirare una stufa da un elettricista che ha sponsorizzato il loro film amatoriale. Mentre Kyon è via, Haruhi approfitta della situazione per scattare delle foto a Mikuru in vari abiti per la copertina del DVD del film, con l'aiuto di Koizumi. Nel frattempo, Yuki rimane sola nella sala del club a leggere. Kyon va a ritirare la stufa, incontra Taniguchi e Kunikida, e al suo ritorno nella sala del club trova soltanto Yuki. Qui, si addormenta in attesa degli altri e viene successivamente svegliato da Haruhi, che lo ha coperto con il suo cardigan per tenerlo al caldo. Haruhi, l'unica altra persona rimasta a scuola insieme a Kyon, lo informa che gli altri sono già andati a casa e che lei ha aspettato che si svegliasse. Poiché la pioggia continua a cadere, Haruhi e Kyon si ritrovano a condividere un ombrello durante la passeggiata verso casa sotto la pioggia. |                   |         |